# Ford Thunderbird
De Ford Thunderbird, die in 1955 geïntroduceerd werd, is een automodel van Ford oorspronkelijk bedoeld als concurrent voor de indertijd geflopte Chevrolet Corvette. Hoewel de Corvette een mooie racer neerzette, pakte Ford het anders aan: ze bouwden een sportieve luxewagen die niet bedoeld was om mee te racen, maar meer om gewoon mee te cruisen. Hij werd aangeboden als coupé of cabriolet met hardtop. Het werd direct een succes, en dat was mede omdat de concurrentie niet veel voorstelde.
Er zijn in de periode 1955-2005 elf generaties Thunderbirds geproduceerd. Verschillende modellen zouden in de NASCARraces in de prijzen vallen.

## Geschiedenis
De eerste generatie, de Classic T-Birds (1955-1957) veranderden dan ook niet veel per jaar. In 1957 kreeg hij nog wel elegante vleugels en een andere grille. Ook kreeg hij patrijspoorten in zijn dak of hardtop.
Qua verkoop had de T-Bird de Corvette dan wel verslagen, op het circuit was de Corvette nog totaal vrij. Daarvoor bouwde Ford twee 1957er T-Birds om tot circuitgeschikte wagens. Hen werd de toepasselijke naam 'Battlebird' toegekend. Helaas is een van deze wagen verdwenen en bestaat er nog maar een exemplaar (Nummer 98).
De tweede generatie T-Bird, bekend als de Square Bird (1958-1960), was, zoals de naam aangeeft een beetje doosvormig. Wat veel mensen voor het hoofd stootte aan deze generatie was dat het opeens een vierzitswagen was, terwijl de eerste generatie een pure tweezitter was.
Verkopen deed hij wel, maar in minder grote mate. Vandaag de dag twijfelt men zelfs nog of dit wel een echte T-Bird genoemd mag worden. Dat de inmiddels drastisch veranderde Corvette terrein begon te winnen, was dan logisch.
De derde generatie, de Bullet-Bird (1961-1963), was een verademing na de Square-bird. Hij ging helemaal terug naar de basis: Een tweezitter die een mooi design had en wel degelijk de naam T-Bird verdiende. Dat hij wederom goed verkocht was te verwachten.
De vierde generatie, de Flair Bird (1964-1966) was niks anders dan een flink aangepaste en uitgebouwde versie van de vorige generatie. Hij was langer, breder en vooral lomper. Het design van de vorige generatie was er duidelijk uit te halen, ook al waren sommige dingen totaal nieuw ontworpen.
De vijfde generatie, de Glamor Bird (1967-1971) werd tegelijkertijd met de Ford Mustang geïntroduceerd. Men wilde voorkomen dat beide auto's elkaars concurrenten zouden worden en daarom werd de Thunderbird luxer uitgevoerd zodat deze in een hoger marktsegment kwam. De auto was zowel twee- als vierdeurs leverbaar. De vierdeurs variant had zogenaamde suïcide doors als achterportieren.
De zesde generatie, de Big Bird (1972-1976), is de grootste van alle generaties Thunderbirds. Het zou een stijlicoon worden en een voorbeeld worden voor andere luxemodellen uit de jaren zeventig. 
De zevende generatie, de Torino Bird (1977-1979), was kleiner en had hetzelfde chassis als de Ford Torino. Ford kwam met dit model tegemoet aan de wens voor zuinigere voertuigen gezien de stijgende brandstofprijzen. In 1978 kwam een luxe versie op de markt, de Diamond Jubilee Edition, om het 75-jarig bestaan van de fabrikant te vieren.
Ook de achtste generatie (1980-1982) was wederom kleiner dan haar voorganger. Ook kwam er een luxere versie op de markt, de Thunderbird Town Landau. De verkoopcijfers van de achtste generatie vielen tegen.
Om de verkoop op te stuwen werd versneld de negende generatie, de Aero Bird (1983-1988) ontwikkeld. Deze had een gestroomlijnd ontwerp en zou daarmee de trend zetten voor andere Amerikaanse automodel.
De tiende generatie, de Super Bird (1989-1997) was wegens tegenvallende verkoopcijfers tijdelijk de laatste in de serie. Hierna werd gestopt met de Thunderbirds.
De Thunderbird zou nog een keer een comeback maken met de Retro Bird (2001-2005). Deze had een klassiek uiterlijk en speelde in op de vraag naar retromodellen van destijds. De verkoopcijfers vielen echter tegen. De Retro Bird zou later een collectors item worden.

## Fotogalerij

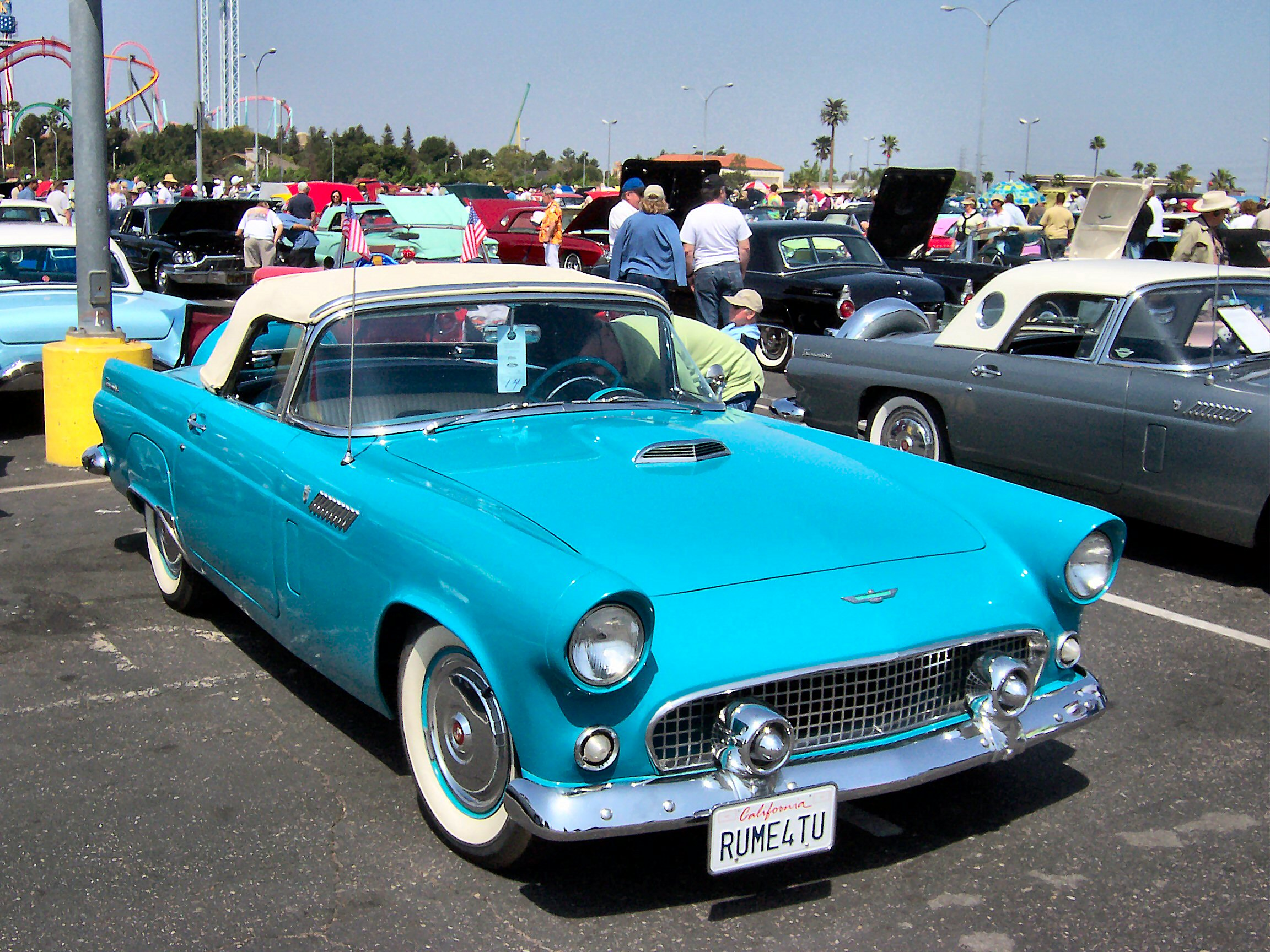
Eerste generatie Classic Bird uit 1956.
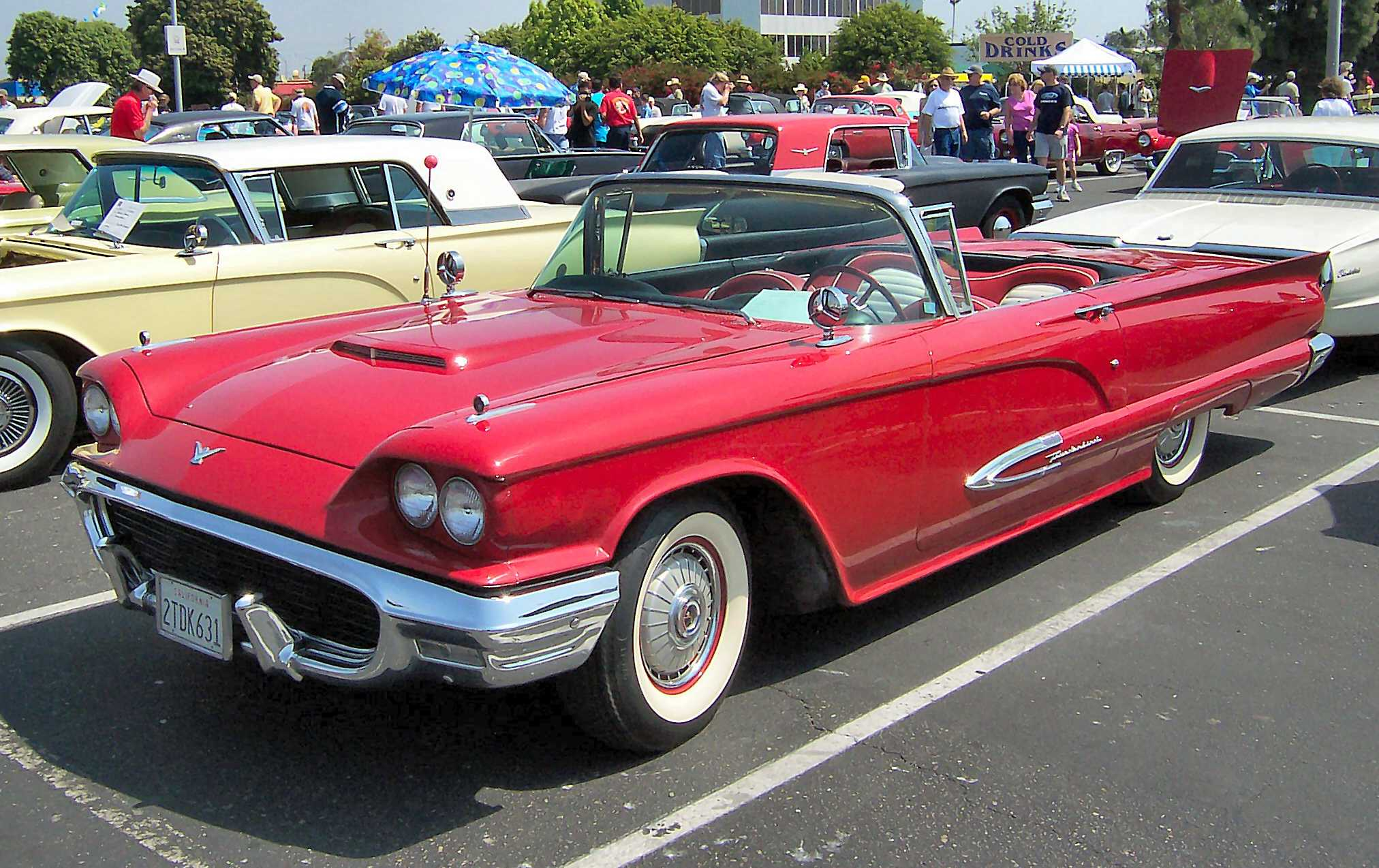
Tweede generatie Square Bird uit 1959.
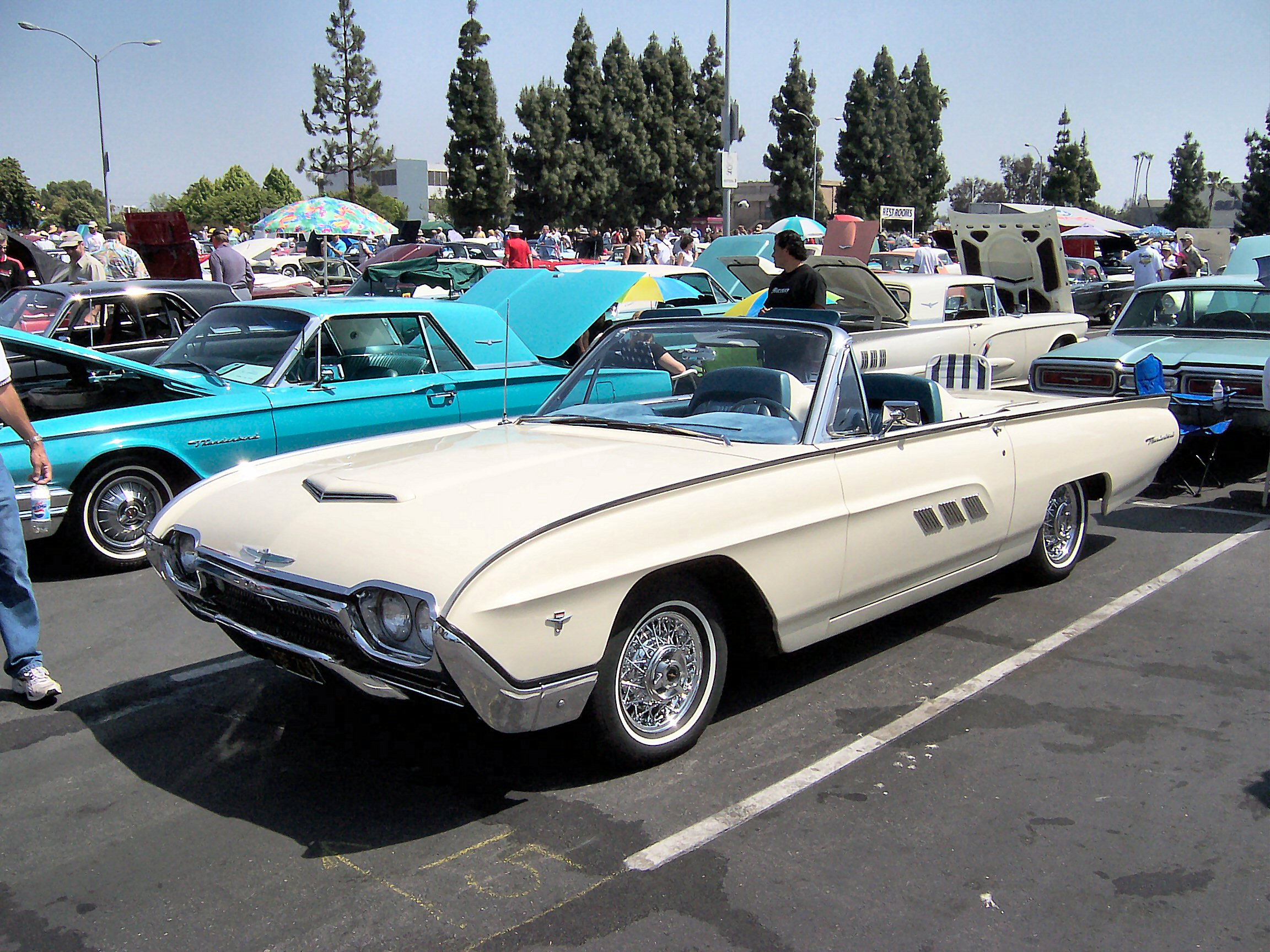
Derde generatie Bullet Bird uit 1963.
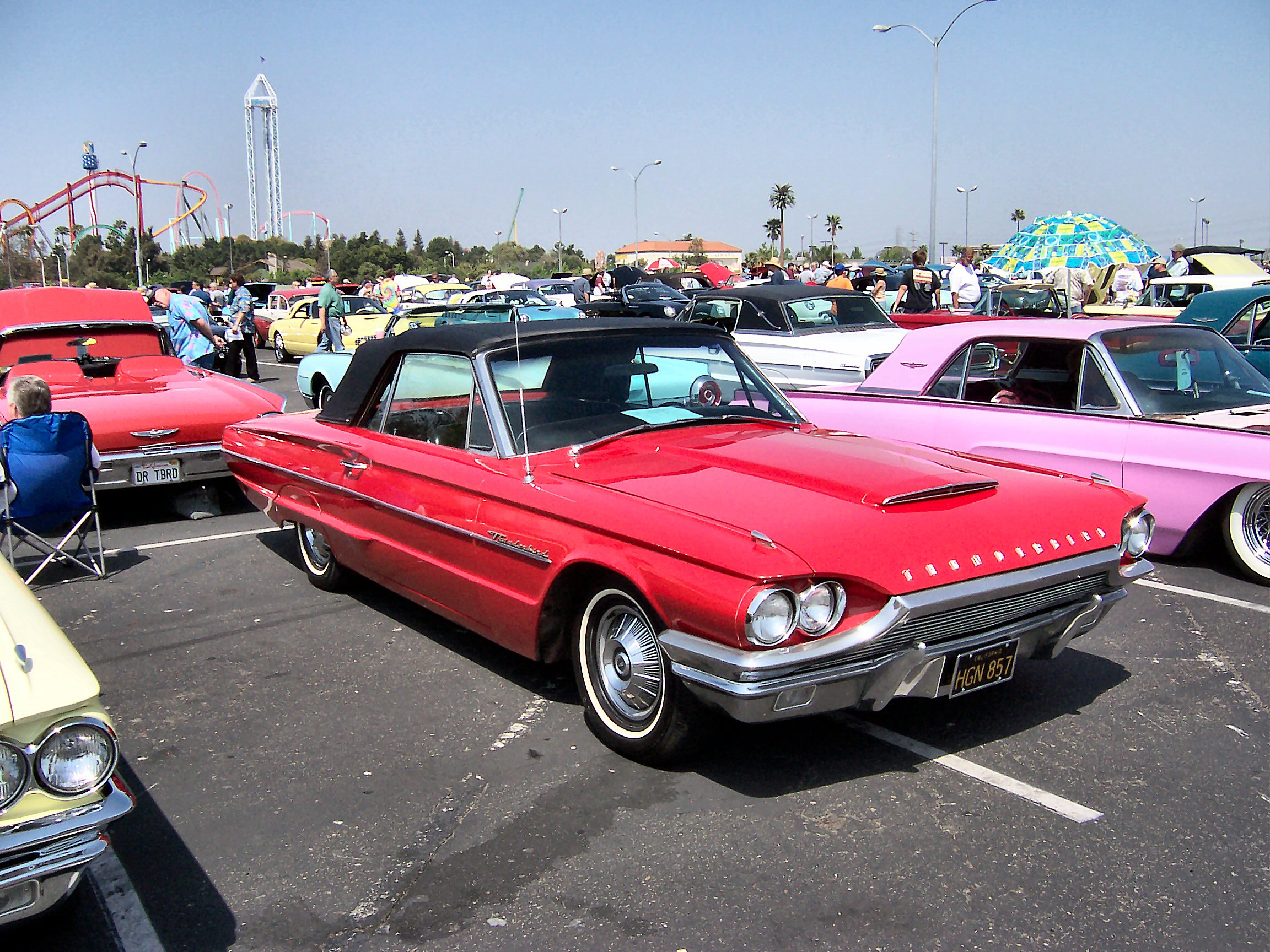
Vierde generatie Flair Bird uit 1964.
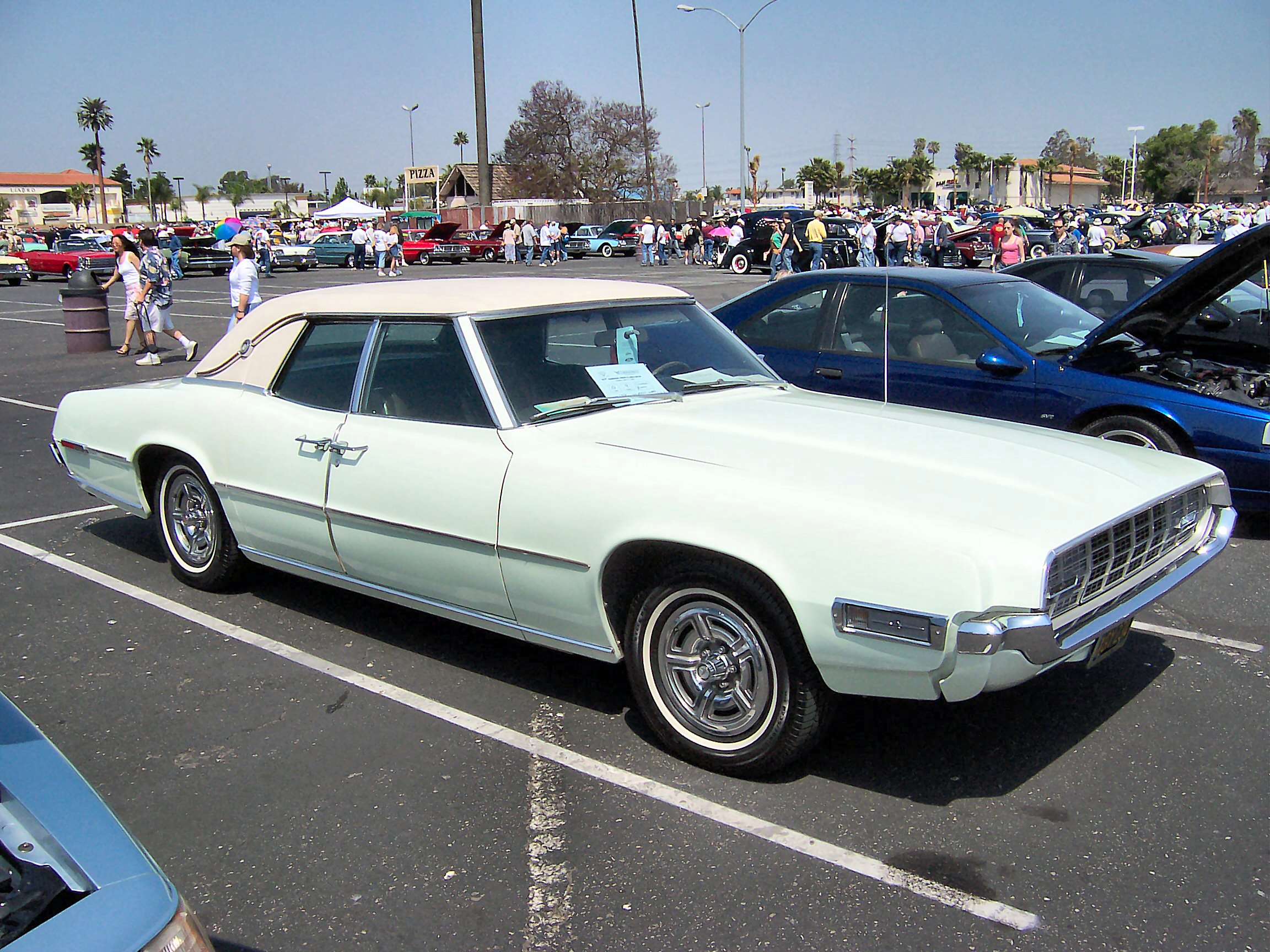
Vijfde generatie Glamor Bird uit 1968.
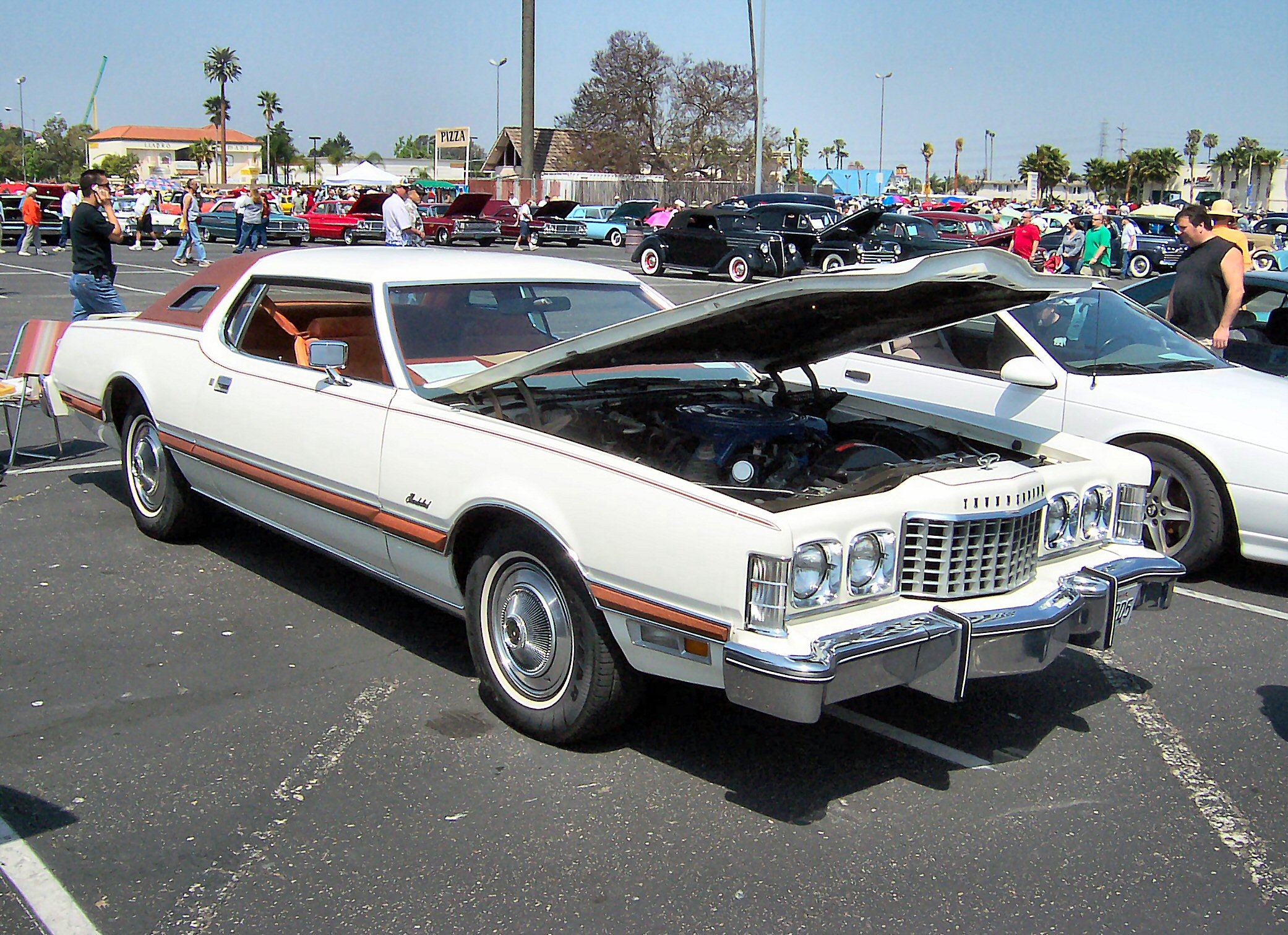
Zesde generatie Big Bird uit 1975.
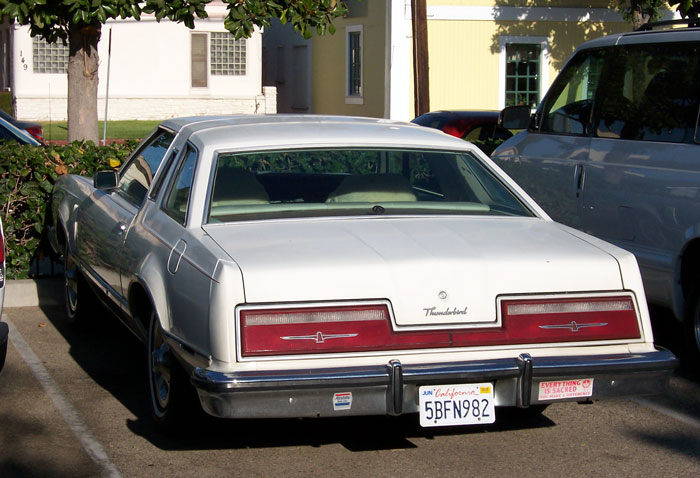
Zevende generatie Torino Bird uit 1977-1979.
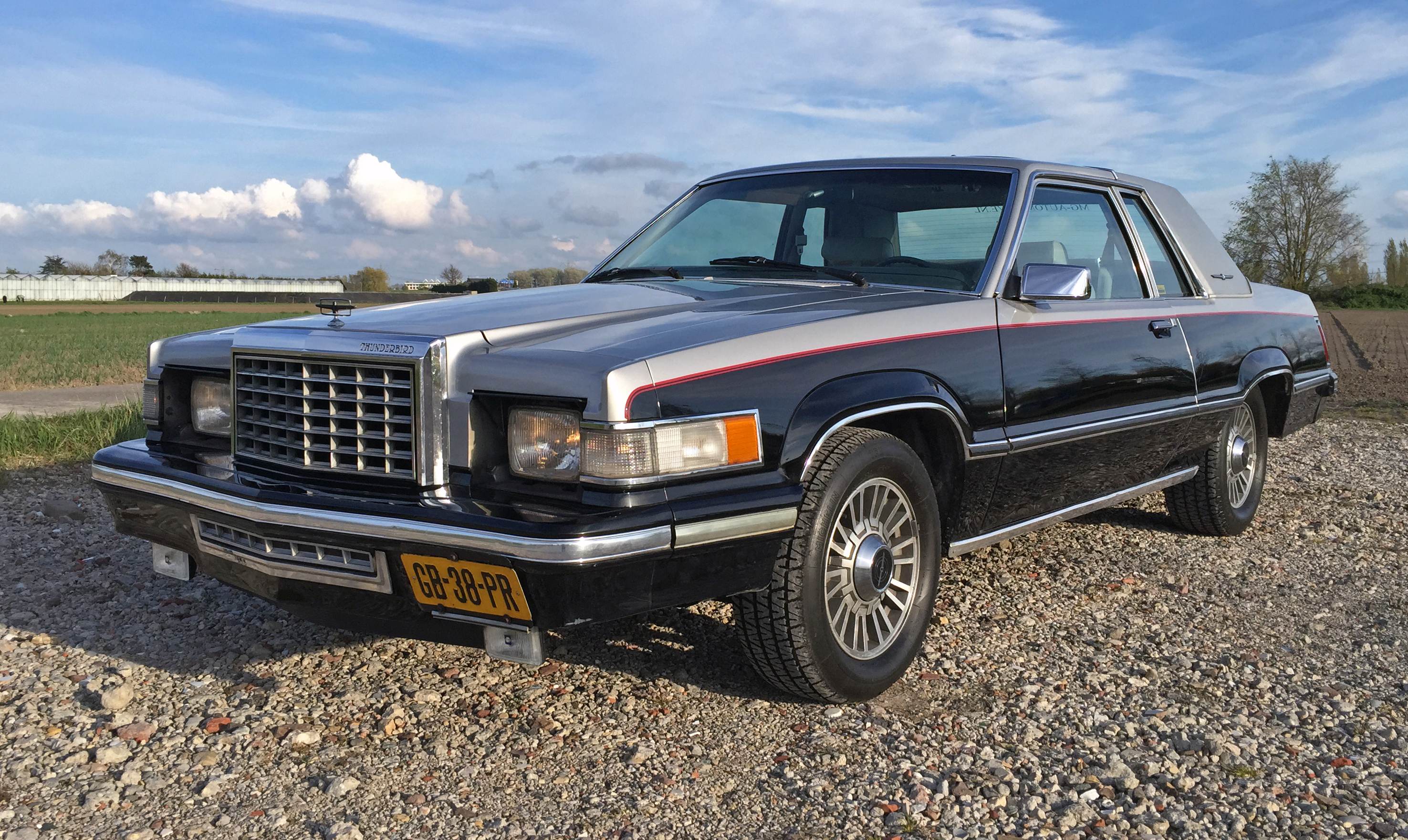
Achtste generatie uit 1980
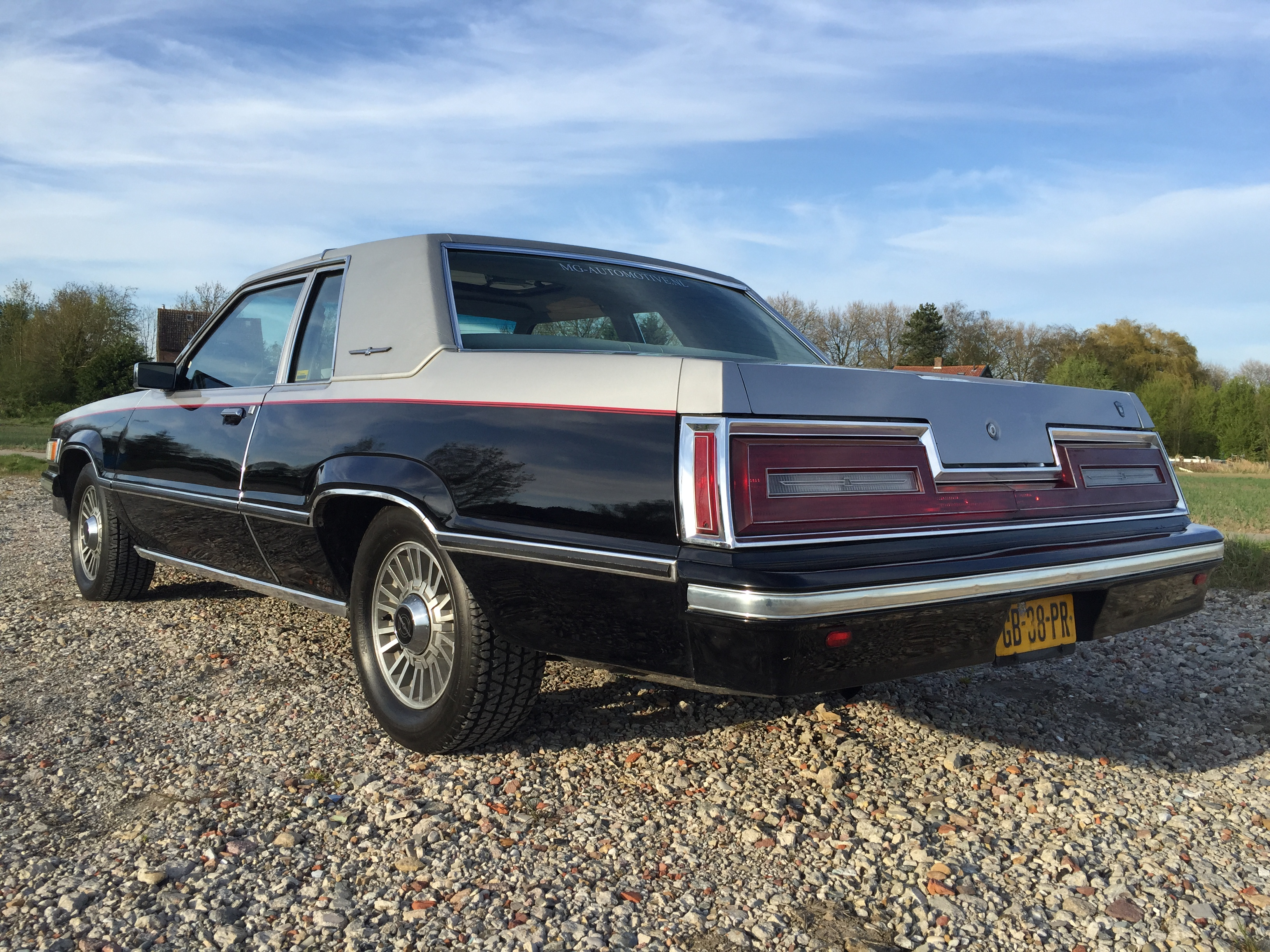
Achtste generatie uit 1980
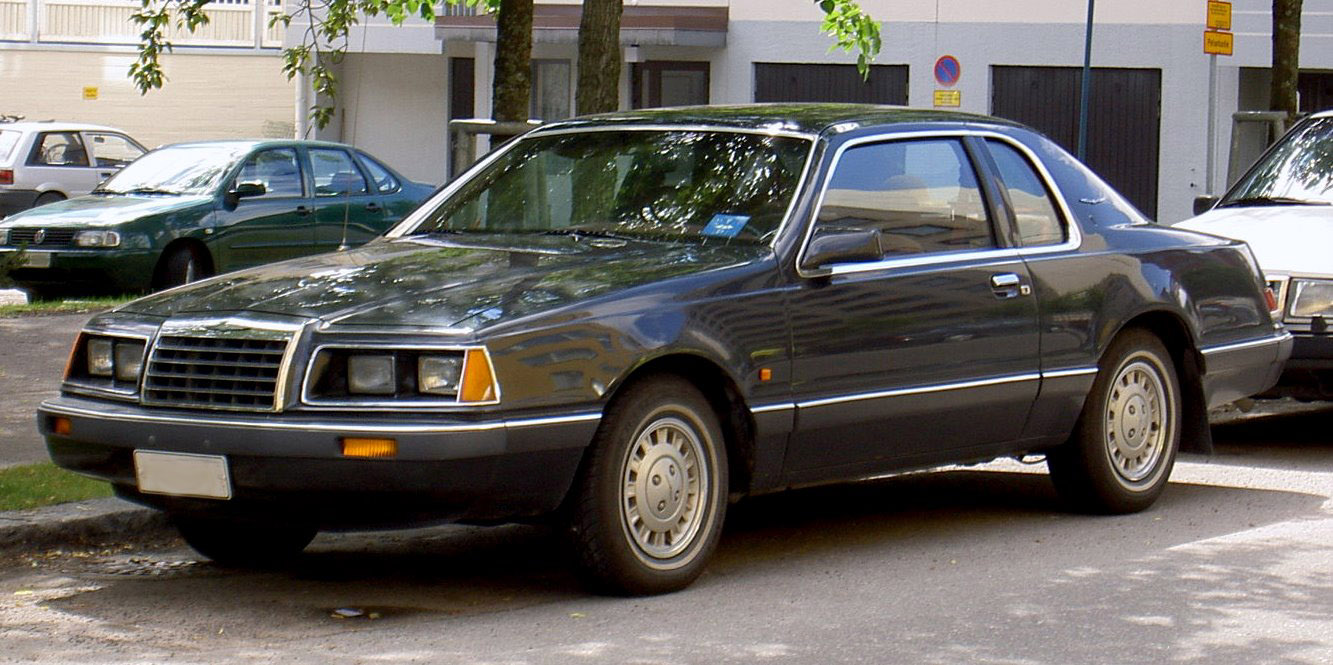
Negende generatie Aero Bird uit 1983-1988.
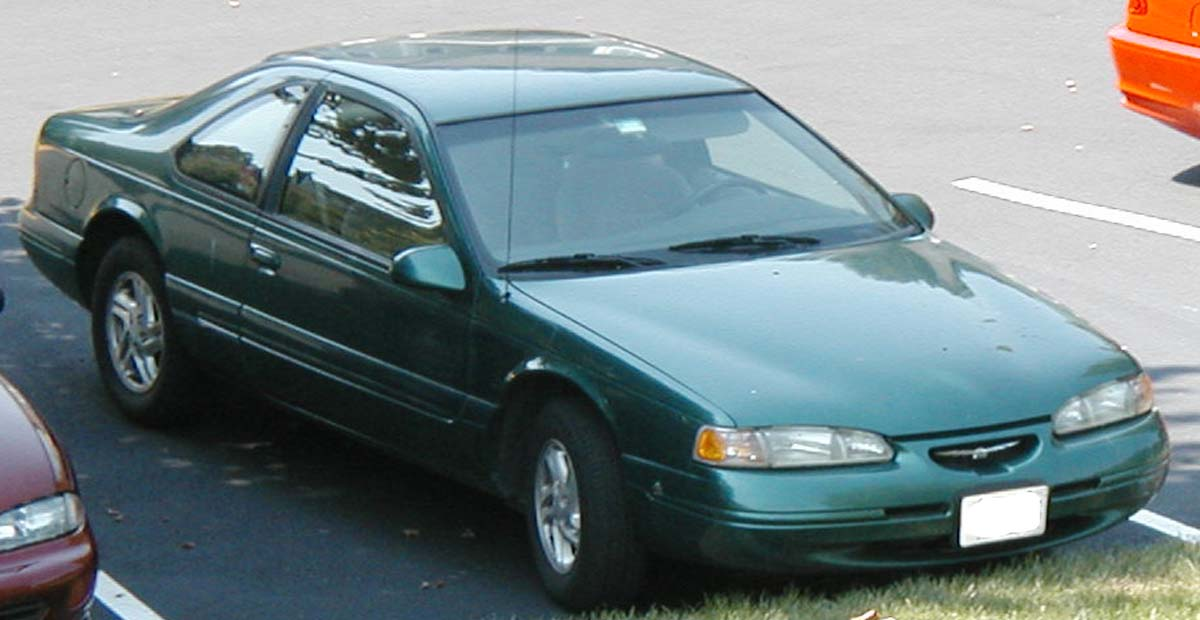
Tiende generatie Super Bird uit 1988-1997.
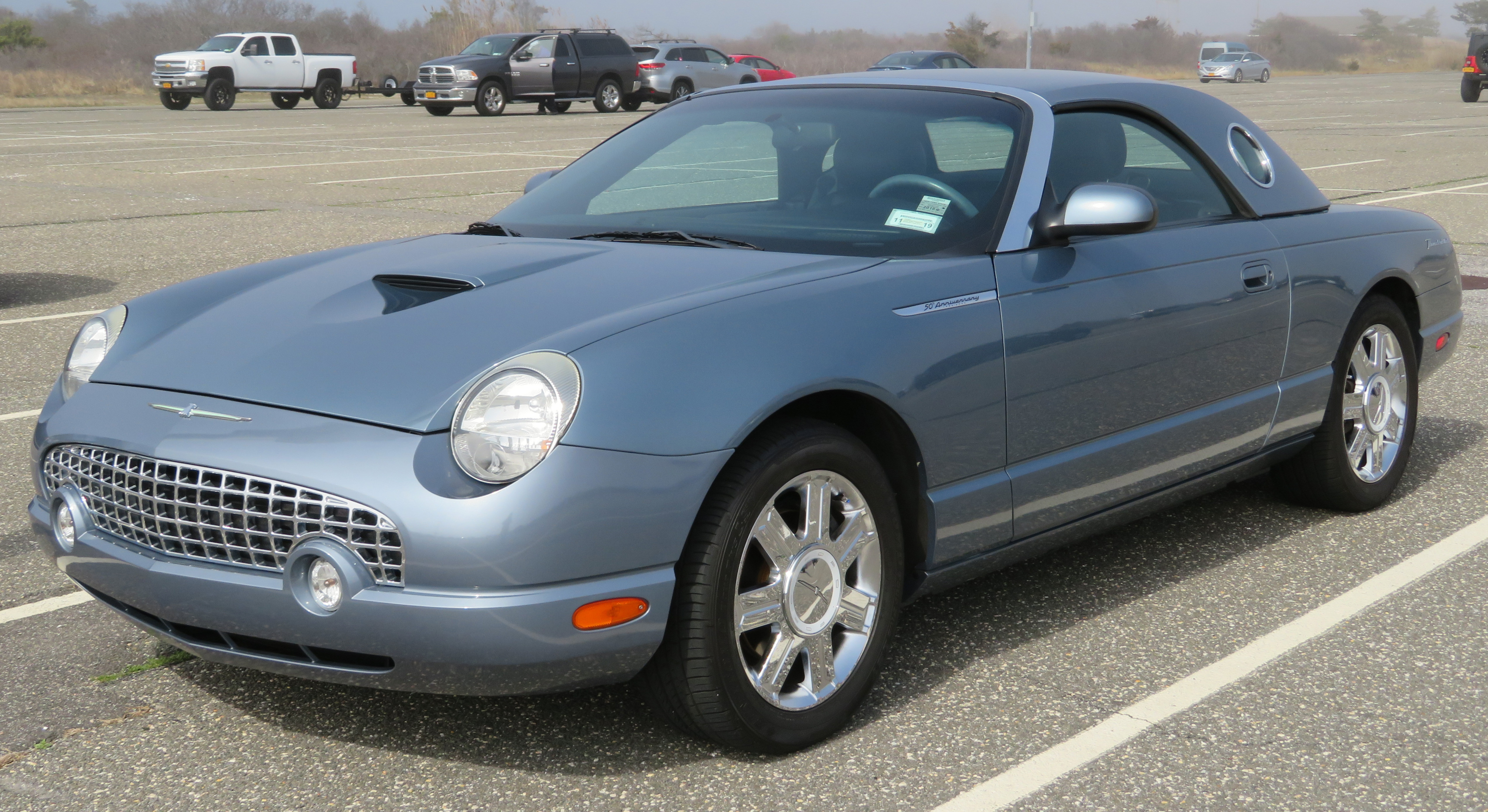
Elfde generatie Retro Bird uit 2002-2005.